# USS Nehenta Bay (CVE-74)
USS Nehenta Bay (CVE–74) là một tàu sân bay hộ tống lớp Casablanca được Hải quân Hoa Kỳ chế tạo trong Chiến tranh Thế giới thứ hai. Nó đã hoạt động cho đến hết Thế Chiến II, xuất biên chế năm 1946 và bị bán để tháo dỡ năm 1960. Nehenta Bay được tặng thưởng bảy Ngôi sao Chiến trận do thành tích phục vụ trong Thế Chiến II.

## Thiết kế và chế tạo
Nehenta Bay được đặt lườn tại Xưởng tàu Vancouver của hãng Kaiser Company, Inc. ở Vancouver, Washington. Nó được hạ thủy vào ngày 28 tháng 11 năm 1943; được đỡ đầu bởi bà Robert H. Smith; và được Hải quân sở hữu và nhập biên chế tại Astoria, Oregon vào ngày 3 tháng 1 năm 1944 dưới quyền chỉ huy của Hạm trưởng, Đại tá Hải quân Horace A. Butterfield.

## Lịch sử hoạt động
Nehenta Bay thực hiện chuyến đi chạy thử máy từ vịnh San Francisco, California đến Trân Châu Cảng từ ngày 6 đến ngày 12 tháng 2 năm 1944, vận chuyển máy bay và nhân sự các đội bay. Nó đi đến San Diego vào ngày 21 tháng 2 với máy bay bị hư hại từ vùng chiến sự cần sửa chữa. Sau khi được tiếp tục huấn luyện tại vùng bờ Tây, nó lại lên đường đi Trân Châu Cảng vào ngày 18 tháng 3 cùng với máy bay thay thế và vật tư phụ tùng, rồi tiếp tục đi đến Majuro vào ngày 7 tháng 4 để chuyển giao thư tín, máy bay và nhân sự cho các tàu sân bay neo đậu tại đây. Nó quay trở về San Diego ngang qua Majuro và Trân Châu Cảng vào ngày 27 tháng 4, chở theo người bị thương và các hành khách khác cùng máy bay bị hư hại.
Hoàn tất việc huấn luyện ngoài khơi California và vùng biển quần đảo Hawaii, Nehenta Bay rời Trân Châu Cảng vào ngày 18 tháng 6 để tham gia chiến dịch đổ bộ lên quần đảo Mariana, tập trung tại Eniwetok vào cuối tháng đó. Hoạt động cùng Lực lượng Đặc nhiệm 51, máy bay của nó đã thực hiện các phi vụ tuần tra chống tàu ngầm và tuần tra chiến đấu trên không trong khi diễn ra cuộc đổ bộ lên Tinian, và trong các ngày 5 và 7 tháng 7 đã trực tiếp bắn phá các mục tiêu đối phương trên bờ, tấn công các vị trí pháo và một nhà máy đường. Nó rút lui về Eniwetok vào ngày 16 tháng 7 để tiếp nhiên liệu và tiếp liệu, rồi lại lên đường cùng tàu chị em Midway (CVE-63) và 12 tàu khu trục cho nhiệm vụ tuần tra chống tàu ngầm và tuần tra chiến đấu trên không ngoài khơi Guam và Saipan, cũng như bắn phá các vị trí tại Saipan.
Nehenta Bay sau đó được điều động sang vai trò hộ tống các tàu chở dầu hạm đội cho các nhiệm vụ tiếp nhiên liệu ngoài biển; góp phần cần thiết cho các chiến dịch thắng lợi của Đệ Tam hạm đội Hoa Kỳ suốt từ tháng 8 năm 1944 cho đến tháng 1 năm 1945. Đội của nó làm nhiệm vụ tiếp liệu cho các tàu sân bay nhanh thuộc Lực lượng Đặc nhiệm 38, để họ có thể hoạt động dài ngày ngoài biển, tấn công các mục tiêu trải suốt từ vùng quần đảo Caroline cho đến Philippines, Đài Loan, và dọc theo bờ biển Trung Quốc. Các cuộc không kích này đã trợ giúp vào việc tấn công quần đảo Palau, và tái chiếm Philippines.
Hoạt động từ căn cứ tại Manus và Ulithi, Nehenta Bay đã bảo vệ cho đội tiếp liệu của nó, chịu đựng một cơn bão trong tháng 12 năm 1944, và bắn rơi một máy bay Nhật Bản vào ngày 12 tháng 1 năm 1945. Nó quay trở về San Diego để đại tu vào ngày 19 tháng 2, rồi huấn luyện tại vùng biển Hawaii và chuẩn nhận hoạt động tàu sân bay cho phi công mới tại Guam, trước khi đi đến Ulithi vào ngày 9 tháng 5 để chuẩn bị cho chiến dịch đổ bộ tiếp theo lên Okinawa. Máy bay của nó đã tuần tra và tấn công trực tiếp các vị trí đối phương nhằm trợ giúp binh lính chiến đấu trên bờ. Đội của nó chịu đựng các cuộc tấn công cảm tử Kamikaze vào ngày 7 tháng 6, khi hai tàu sân bay hộ tống bị đánh trúng.
Từ cuối tháng 6 đến đầu tháng 8, Nehenta Bay lại hộ tống cho các tàu chở dầu khi chúng phục vụ cho Đệ Tam hạm đội trong các chiến dịch không kích lên tận chính quốc Nhật Bản. Nó đang trên đường đi cho các hoạt động tại khu vực quần đảo Aleut khi chiến tranh kết thúc, và đội đặc nhiệm của nó lên đường vào ngày 31 tháng 8 để làm nhiệm vụ chiếm đóng tại Nhật Bản, tuần tra và thả dù hàng tiếp liệu xuống các trại tù binh chiến tranh. Nó quay trở về Trân Châu Cảng vào ngày 24 tháng 9, chất dỡ khỏi tàu liên đội không quân phối thuộc và các thiết bị liên quan để lấy chỗ trống chở hành khách, rồi khởi hành vào ngày 30 tháng 9 để vận chuyển binh lính từ khu vực quần đảo Marshall hồi hương, về đến San Francisco vào giữa tháng 10. Đến tháng 11, nó lại đi sang Philippines cho nhiệm vụ tương tự, về đến vùng bờ Tây vào ngày 27 tháng 11.
Lên đường băng qua kênh đào Panama, Nehenta Bay đi đến Boston, Massachusetts vào ngày 31 tháng 1 năm 1946 để chuẩn bị ngừng hoạt động. Nó được cho xuất biên chế và đưa về lực lượng dự bị tại Boston vào ngày 15 tháng 5 năm 1946. Vẫn nằm trong thành phần dự bị, nó được xếp lại lớp với ký hiệu lườn CVU–74 vào ngày 12 tháng 6 năm 1955, rồi thành AKV–24 vào ngày 7 tháng 5 năm 1959. Con tàu bị bán cho hãng Coalmarket, Inc. vào ngày 29 tháng 6 năm 1960 để tháo dỡ.

## Phần thưởng
Nehenta Bay được tặng thưởng bảy Ngôi sao Chiến trận do thành tích phục vụ trong Thế Chiến II.